# سيلفيا لا توري
سيلفيا لا توري هي مغنية فلبينية، ولدت في 4 يونيو 1933 في مانيلا في الفلبين.

## وصلات خارجية
- سيلفيا لا توري على موقع IMDb (الإنجليزية)
- سيلفيا لا توري على موقع ميوزك برينز (الإنجليزية)
- سيلفيا لا توري على موقع قاعدة بيانات الفيلم (الإنجليزية)